# Eugénio Tavares
Eugénio de Paula Tavares (Brava, 18 ottobre 1867 – Brava, 1º giugno 1930) è stato un poeta capoverdiano.
È conosciuto per i suoi poemi sotto forma di morna, scritti nella varietà di Brava della lingua creola capoverdiana. A lui è dedicata la piazza principale della città di Nova Sintra, dove è presente un busto commemorativo.